# Theta Indi
Theta Indi (25 Indi) é uma estrela na direção da constelação de Indus. Possui uma ascensão reta de 21h 19m 51.88s e uma declinação de −53° 26′ 57.4″. Sua magnitude aparente é igual a 4.39. Considerando sua distância de 97 anos-luz em relação à Terra, sua magnitude absoluta é igual a 2.02. Pertence à classe espectral A5V.